# Cörmigk
Cörmigk is een plaats en voormalige gemeente in de Duitse deelstaat Saksen-Anhalt, en maakt deel uit van de Landkreis Salzlandkreis.

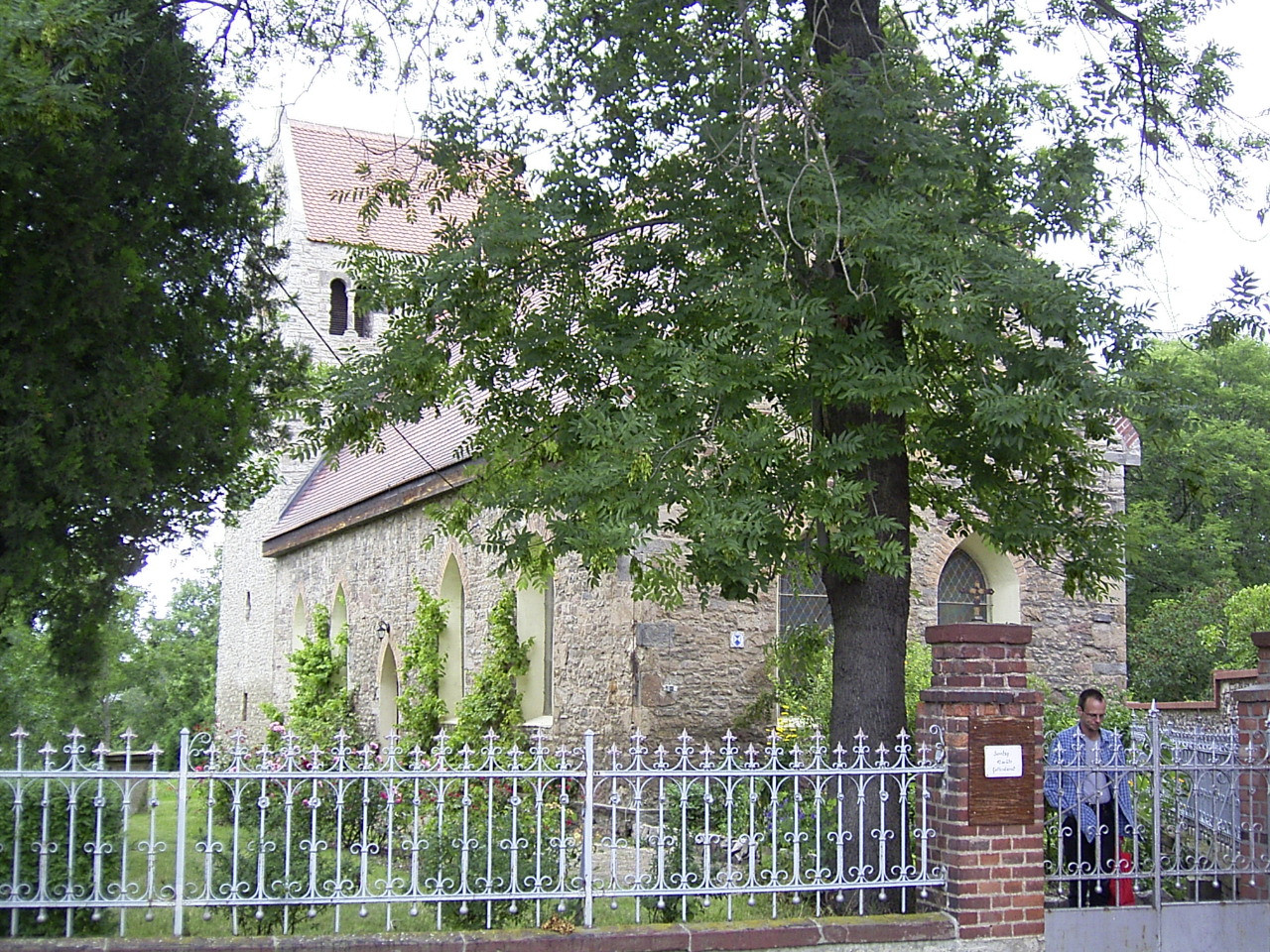
Kerk in Cörmigk

Cörmigk telt 545 inwoners.